# أدريان كوبر (مغنية)
أدريان كوبر (بالإنجليزية: Adrienne Cooper)‏ هي مغنية أمريكية، ولدت في 1 سبتمبر 1946 في أوكلاند في الولايات المتحدة، وتوفيت في 25 ديسمبر 2011 في نيويورك في الولايات المتحدة بسبب سرطان.